# Bolero (revistă)
Bolero este o revistă lunară „glossy” pentru femei din România, lansată în noiembrie 2004 de trustul elvețian Ringier.
Revista "Bolero" se adresa tinerelor între 18 și 25 de ani care vor să fie la curent cu noutățile din modă, frumusețe, dragoste, evenimente mondene și care nu pierd nicio ocazie pentru a se distra.

## Comunicat de presă
"Ca editor al revistei Bolero, revista concurentă cu Joy pe segmentul pocket glossy, Ringier a decis să consolideze piața prin închiderea revistei Bolero și preluarea licenței Joy (...). Ultima ediție a revistei Bolero va fi cea din ianuarie 2011".